# WatSan
WatSan, die Abkürzung für das englische water and sanitation, ist ein WHO-Standard für die Wasseraufbereitung und Entsorgung von Abwasser in der Nothilfe und der humanitären Hilfe.
Bei Katastrophen- und Flüchtlingslagern hat die Versorgung mit sauberem Trinkwasser hohe Priorität. WatSan versucht einerseits das Rohwasser aufzubereiten, andererseits den Hauptgrund für Wasserverschmutzung, mangelnde Hygiene, durch sanitäre Maßnahmen wie den Bau von Latrinen und Fettabscheidern oder die Hygieneunterweisung von lokalen Verantwortlichen zu verhindern.

## Anwender und Anbieter
Verschiedene Organisationen richten sich nach diesem Standard und arbeiten so 
- Die SEEWA des THW
- Die ERU, eine kleine, mobile Einheit des Roten Kreuzes
- Ärzte ohne Grenzen e.V.
- Ingenieure ohne Grenzen e.V.